# Нахчаматьяне
Нахчаматьяне, нахчаматьяны (грабар նախճամատեանք (naxčamateankʻ), варианты транслитерации с древнеарм. нахчаматьянк, нахчаматеанк) — этноним, относящийся к предкам современных чеченцев, упомянутый в источнике — «Ашхарацуйц» («Армянская география», VII век). Большинство учёных-кавказоведов, начиная с армениста 2-й половины XIX века К. П. Патканова, связывают этноним с самоназванием чеченцев — нохчий/нахчий.

## Упоминание в источнике
Нахчаматьяне упомянуты в перечне народов Азиатской Сарматии в «Ашхарацуйц» («Армянская география», VII век). В основе этого труда лежит «Руководство по географии» Птолемея (I—II век) с изменениями в разделе касающемся Кавказа, которые добавил точно не установленный армянский автор (варианты: Мовсес Хоренаци, Анания Ширакаци). К. П. Патканов предполагал, что автор мог заимствовать данные по Кавказу из восточных источников, имеющих, вероятно, официальное происхождение.
Советский академик, вице-президент АН СССР Н. Я. Марр в работе 1922 года указывал, что этноним нахчаматьяне «представляетъ двойникъ наличнаго у Птолемея». В рамках своей «яфетической теории» (сегодня считается псевдонаучной) исследователь определял звук ξ, как грецизированную передачу яфетического сложного ṭ — yaqsamat-ai. На сегодняшний день большинство учёных-кавказоведов согласны с тем, что армянский автор в тексте «Ашхарацуйц» по какой-то причине заменил птолемеевских яксаматов (др.-греч. Ἰαξαμάται) на имя нахчаматьяне.
Локализованы нахчаматьяне по «Ашхарацуйц» там, где и птолемеевские яксаматы — «Къ западу (или у устьевъ) отъ Танаиса [Дона]…». (Несмотря на это, Ю. Д. Дешериев, считает, что местообитание нахчаматьян по «Ашхарацуйц» соответствует древнему расселению нахских народов.)

## Сопоставление с Нохчий
В научно-публицистической литературе широкое признание получило объяснение этнонима нахчаматьяне, как связанного с этнонимом предков чеченцев. Первым подобное предположение выдвинул во 2-й половине XIX века К. П. Патканов, после которого эта гипотеза нашла отражение в трудах многих других исследователей, в том числе и советского периода (напр. Н. Я. Марра 1922, Ю. Д. Дешериева 1963, С. Т. Еремяна 1963, В. Б. Виноградова и К. З. Чокаева 1966), а позднее повторялась в работах постсоветских кавказоведов (напр. И. Ю. Алироева 1999, Г. З. Анчабадзе 2001, М. М. Бетильмерзаевой 2005, А. Д. Вагапова 2008 и других).

### Морфология и этимология в рамках гипотезы
В комментариях к своей работе 1877 года К. П. Патканов предложил следующую этимологию этнонима нахчаматьяне (транслитерация по К. П. Патканову — нахчаматьянк): нахча- восходит к самоназванию чеченцев (у К. П. Патканова в форме нахче — то есть «народ»); составная часть -мат- может иметь значение типа «земли» или «страны», как в именах савромат, сармат и прочих; а окончание -янк, как сообщает исследователь, у армян этническое.
В начале советского периода Н. Я. Марром была предложена иная трактовка этнонима: первую часть слова — нахча-, он точно не смог определить, считая, что отождествлению со словом нах — «народ», формально мешает разномерность гласного а в этих словах; вторую часть средневекового этнонима — -мат-, он объяснил совершенно по другому, чем К. П. Патканов, возведя её к чеченскому слову, которое означает — язык (чечен. матт, ингуш. мотт), и в этнических терминах получавшее, по мнению Н. Я Марра, значение «народ». Это мнение Марра назвал убедительным И. А. Джавахишвили.
В работе 1963 года чеченский учёный, д. фил. н. Ю. Д. Дешериев объединил эти трактовки, наиболее подробно разобрав морфологию и этимологию этнонима нахчаматьяне (его транслитерация — нахчаматеанк): как и К. П. Патканов, первую часть слова — нахча-, Ю. Д. Дешериев возводит к самоназванию чеченцев; вторую часть этнонима — -мат, исследователь, вслед за Н. Я. Марром, определяет как общенахское мотт — «речь», «язык»; окончание этнонима -еанк, согласно учёному, является суффиксом множественного числа древнеармянского языка. Таким образом, данное имя народа-племени по Ю. Д. Дешериеву означает «те, которые говорят на чеченском языке». Также Ю. Д. Дешериев подчёркивает, что первая часть этнонима — «нахчамат», образована путём сложения двух основ, а это наиболее древний и распространённый способ словообразования в нахских языках. При этом определяющее слово, как правило, предшествует определяемому слову — как и в данном случае.
Многие исследователи (напр. И. Ю. Алироев, В. Б. Виноградов и К. З. Чокаев) в общем согласны с Ю. Д. Дешериевым, однако, советские учёные В. Б. Виноградов и К. З. Чокаев в своей работе «Древние свидетельства о названиях и размещении нахских племён» поправляют его в переводе имени нахчаматьяне, более правильным полагая вариант «те, которые говорят на языке нахчоев [то есть нохчий]».

### Критика гипотезы
В 1973 году в своей работе «Этнонимы и племенные названия Северного Кавказа» Н. Г. Волкова высказала мнение о вероятности более поздней вставки в Ашхарацуйц нахчаматьянов (XII—XIII веках). Собственно сам этноним нохчий, по мнению Н. Г. Волковой, мог возникнуть не ранее XII—XIII веков, на такой вывод её натолкнули слова о том, что чеченский этноним оформлен тюркским суффиксом -чи, что, вероятнее всего, могло произойти не ранее XII—XIII века — периода активного проникновения на Северный Кавказ тюркоязычных элементов (кипчаков, татаро-монгол и других). Но учёные высказались против предположения о тюркском происхождении суффикса -чи, которое впервые было выдвинуто Виноградовым и Чокаевым, позже отказался и сам Чокаев. Также Чокаев в своём одном из последних обсуждений данной темы в научной работе выразил несогласие с тем, что Волкова необоснованно пытается оспорить достоверность данных языка в разборе этногенетических вопросов.